# NGC 6684
NGC 6684 (również PGC 62453) – galaktyka soczewkowata (SB0), znajdująca się w gwiazdozbiorze Pawia. Odkrył ją John Herschel 8 czerwca 1836 roku.